# Síntesi dels aminoàcids
Per la síntesi no biològica d'aminoàcids, vegeu Síntesi dels aminoàcids de Strecker.
La síntesi dels aminoàcids és el conjunt de processos bioquímics (rutes metabòliques) pels quals són produïts els diversos aminoàcids a partir d'altres compostos. Els substrats d'aquests processos són diversos compostos de la dieta de l'organisme o dels seus mitjans de creixement. No tots els organismes són capaços de sintetitzar tots els aminoàcids; per exemple, els humans només poden sintetitzar 12 dels 20 aminoàcids estàndard.
Un problema fonamental pels sistemes biològics és l'obtenció de nitrogen en una forma fàcilment utilitzable. Aquest problema és resolt per determinats microorganismes capaços de reduir la molècula inert N=N (gas nitrogen) en dues molècules d'amoníac, en una de les reaccions més notables de la bioquímica. El nitrogen en la forma d'amoníac és la font de nitrogen de tots els aminoàcids. Els nuclis de carboni provenen de la ruta glicolítica, la ruta del fosfat de pentosa, o el cicle de Krebs.
En la producció d'aminoàcids, es troba un problema important en la biosíntesi, el control estereoquímic. Com que tots els aminoàcids tret de la glicina són quirals, les rutes biosintètiques han de generar l'isòmer correcte amb una alta fidelitat. En cadascuna de les 19 rutes de generació d'aminoàcids quirals, l'estereoquímica de l'àtom d'α-carboni és establerta per una reacció de transaminació que implica el fosfat piridoxal. Gairebé totes les transaminases que catalitzen aquestes reaccions descendeixen d'un avantpassat comú, il·lustrant de nou que les solucions eficients a problemes bioquímics són conservades durant l'evolució.
Les rutes biosintètiques sovint estan altament regulades de manera que els elements bàsics només se sintetitzin quan quedin poques reserves. Molt sovint, una concentració alta del producte final d'una ruta inhibeix l'activitat dels enzims que funcionen al principi de la ruta. Sovint estan presents enzims al·lostèrics capaços de detectar i respondre a concentracions d'espècies reguladores. Aquests enzims tenen propietats funcionals similars a les de l'aspartat transcarbamilasa i els seus reguladors. Els mecanismes de retroalimentació i al·lostèrics asseguren que tots els vint aminoàcids es trobin en quantitats suficients per la síntesi de proteïnes i altres processos.